# Familia Fúcar
Los integrantes de la familia Fúcar o los Fúcares (en alemán: Die Fugger) fueron un clan familiar de empresarios y financieros alemanes que llegaron a constituir uno de los mayores grupos empresariales de los siglos XV y XVI, siendo precursores del capitalismo moderno, junto con los Médici y los Welser.

## Introducción
A lo largo del siglo XV se produjeron en Europa una serie de fenómenos económicos que dieron como resultado la aparición de grandes fortunas con gran capacidad de influencia política. En la primera mitad del siglo XVI, ocurrió la muerte del emperador Maximiliano I (1519) que dejó vacante la corona del Sacro Imperio Romano Germánico, a la que aspiraban el rey de Francia Francisco I y el nieto de Maximiliano, Carlos de Austria (el futuro emperador Carlos V).
La elección de un nuevo emperador estaba a cargo de siete electores (los arzobispos de Colonia, Maguncia y Tréveris, y los príncipes de Bohemia, Sajonia, Brandeburgo y el Palatinado). Antes de morir, Maximiliano había comprado los votos de cinco de los siete electores para su nieto, con dinero suministrado por los Fugger, y Carlos fue elegido por unanimidad.
Este acontecimiento marca el capítulo más influyente de la dinastía, otorgándole un lugar destacado en la historia europea del siglo XVI y haciéndola a su vez parte importante de la conquista de América.

## Origen de la familia
La primera referencia a la familia Fúcar en la ciudad libre de Augsburgo, en Suabia, es la llegada de Hans Fugger, descendiente de campesinos registrado en el censo de impuestos de 1357. Contrajo matrimonio con Klara Widolf y se convirtió en ciudadano de Augsburgo. Después de la muerte de Klara, se casó con Elizabeth Gfattermann. Estos dos matrimonios le posibilitaron ingresar en el gremio de tejedores de la ciudad y en 1396 se distinguía en la lista de contribuyentes.
Su hijo mayor, Andreas Fugger, fue comerciante en la industria de los tejidos, siendo apodado «el rico Fúcar», quien compró tierras y otros bienes.
Al hijo de Andreas, Lucas Fugger, le fue concedido un escudo por el emperador Federico III, un ciervo dorado con un fondo azul, siendo apodado pronto el Fugger del gamo. Sin embargo, fue demasiado ambicioso y se declaró en quiebra.
El segundo hijo de Hans, Jacobo I el Viejo (1412-1469), fundó la rama de los Fugger del lis y diversificó los negocios familiares, introduciéndose en la minería de plata en el Tirol.
Ulrico (1441-1510), su nieto, mantuvo contactos comerciales con Lisboa, Venecia, Amberes y Roma, logrando un título nobiliario en 1504 junto con sus hermanos.
La familia Fúcar, dedicada inicialmente al negocio textil, hacia 1470 se habían convertido ya en comerciantes internacionales. A principios del siglo XVI, los Fúcares representaban una potente compañía en el mundo de la minería, las especias, las propiedades inmobiliarias, las gemas y el comercio en general. Esa diversificación de sus inversiones resultó ser una buena medida para evitar súbitas bancarrotas.

## Árbol genealógico de la familia
| Jakob d.Ä. von der Lilie (1398-1469) |

| Ulrich d.Ä. (1441-1510) |

| Georg (1453-1506) |

| Jakob d.R. (1459-1525) |

| Ulrich d.J. (1490-1525) |

| Raymund (1489-1535) |

| Anton (1493-1560) |

| Hans Jakob (1516-1575) |

| Georg (1518-1569) |

| Ulrich (1526-1584) |

| Markus (1529-1597) |

| Hans (1531-1598) |

| Jakob (1542-1598) |

| Sigmund († 1600) |

| Philipp Eduard (1546-1618) |

| Octavian Secundus (1549-1600) |

| Christoph (1566-1615) |

| Henryk Maria Fukier (1886-1959) |

## Jacobo Fúcar, Carlos I y el papa
Jacobo Fúcar II el Rico, tercer hijo de Jacobo el Viejo y hermano de Ulrico, fue el miembro más importante del abolengo Fúcar. Bajo su dirección, la familia alcanzó su auge. Favoreció el desarrollo del arte y acogió a Alberto Durero.
En 1511, Jacobo destinó la importante suma de 15.000 florines como una donación para algunos asilos. En 1514, compró gran parte de la ciudad de Augsburgo y el papa León X encarga a la Banca Fugger la venta de indulgencias para financiar la construcción de la basílica de San Pedro. Dicha decisión fue uno de los detonantes de la reforma encabezada por Martín Lutero. Esta transacción, entre tantas otras, fue la causa de su enfrentamiento con los Medicis de Florencia, con quienes se disputaban el favor del papa.
En 1516 llegó a un acuerdo con la ciudad de Augsburgo, mediante el cual podría construir y mantener varios asilos para ciudadanos necesitados. En 1523, 52 asilos habían sido construidos y existía el Fuggerei, que sigue siendo usado hoy.
En 1519 Jacobo financió la elección de Carlos I de España como emperador del Sacro Imperio Romano Germánico con medio millón de florines, que debía recuperar con las rentas del Maestrazgo, la plata de Guadalcanal, en Sevilla, y el mercurio de Almadén. Jacobo murió seis años más tarde sin herederos directos, legando a sus sobrinos Georg Raymund (1489-1535) y Antón (1494-1560), quienes consiguieron el derecho de fabricación de moneda, bajo la dirección del segundo.

## Antón Fúcar
El sucesor de Jacobo fue su sobrino Antón Fúcar, nacido en 1493 e hijo de su hermano mayor Georg. Antón se convirtió en el prestamista oficial del rey Carlos I de España y después de su hijo Felipe II. Apoyó la elección imperial de Fernando I en 1530. Fue una de las fuentes de financiación de la Contrarreforma y a cambio se benefició de los cargamentos de oro y plata procedentes de América. Obtuvo concesiones comerciales en Chile, Perú y Rusia. El tráfico de especias le proporcionó grandes dividendos y no desdeñó la trata, la ganadería en Hungría y la minería en Escandinavia. A mediados de ese siglo, Antón Fúcar era el hombre más adinerado del mundo, con una fortuna que superaba los 5 millones de florines. Se había casado con Anna Rehlinger y murió en 1560.

## Adquisiciones
- Gablingen (1527)
- Mickhausen (1528)
- Burgwalden (1529; Burgwalden, en el Landkreis de Augsburgo, Baden-Wurtemberg)
- Oberndorf an der Donau (1533)
- Tierras en Hungría (1535)
- Pflege Donauwörth (1536)
- Glött (1537)
- Babenhausen und Brandenburg (1539)
- Pless (1546)
- Rettenbach (1547)
- Tierras en Alsacia (1551)
- Kircheim in Schwaben (1551)
- El palacio de Duttenstein, cerca de Dischingen (1551; Schloss Duttenstein en el Landkreis de Heidenheim, Baden-Wurtemberg)
- Eppishausen (1551)
- Niederalfingen (1551)
- Stettenfels (1551; Burg Stettenfels, en el Landkreis de Heilbronn, Baden-Wurtemberg)
- Reichau, cerca de Boos (1551)
- Kettershausen und Bebenhausen (1558)

## Ocaso
La bancarrota de 1557 les hizo perder inicialmente 4 millones de florines, que fueron saldados con una pérdida del 40 %. Con el hundimiento de la economía de la Corona española, la familia cayó en quiebra. El último miembro, Markus (1529-1597), hijo de Antón, continuó con el negocio familiar, pero nunca alcanzó el esplendor de los años dorados. En 1607 quebró la banca Fugger y poco después el resto de la empresa.
A finales del siglo XVII, los miembros del clan se retiraron de las finanzas y pasaron a llevar una vida aristocrática de propietarios latifundistas.

## Galería

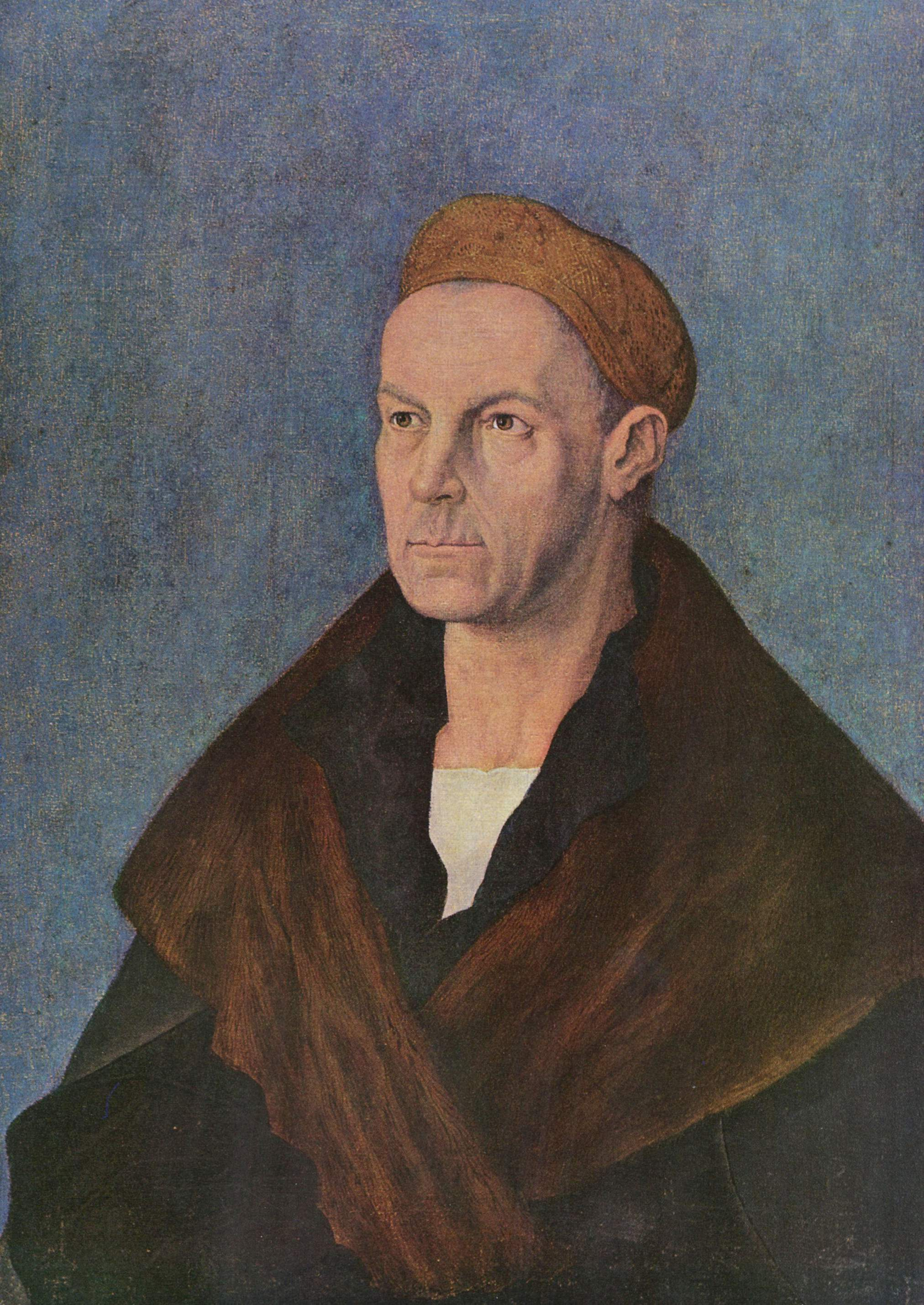
Jacobo Fúcar (1459-1525), por Alberto Durero
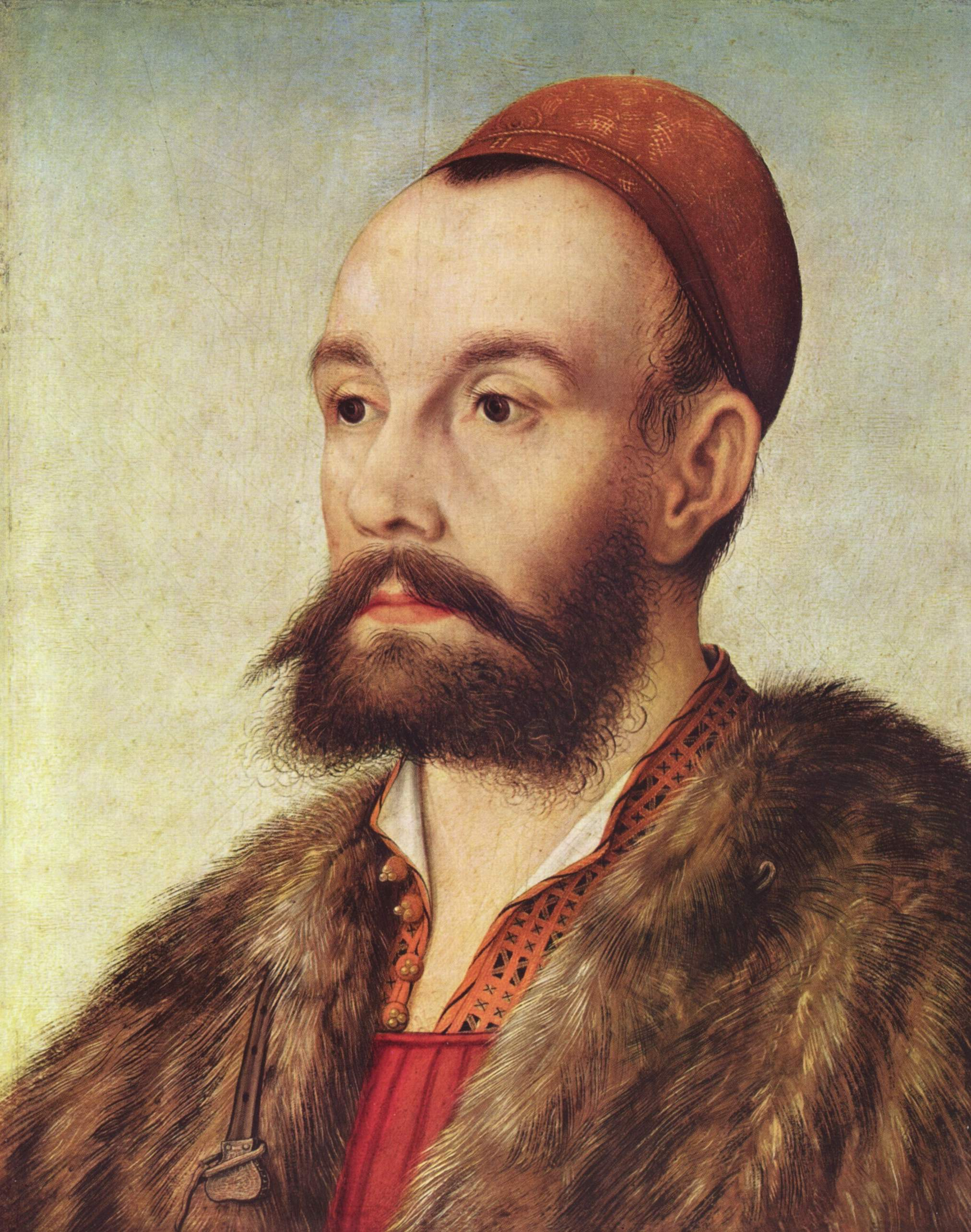
Antón Fúcar (1493-1560)
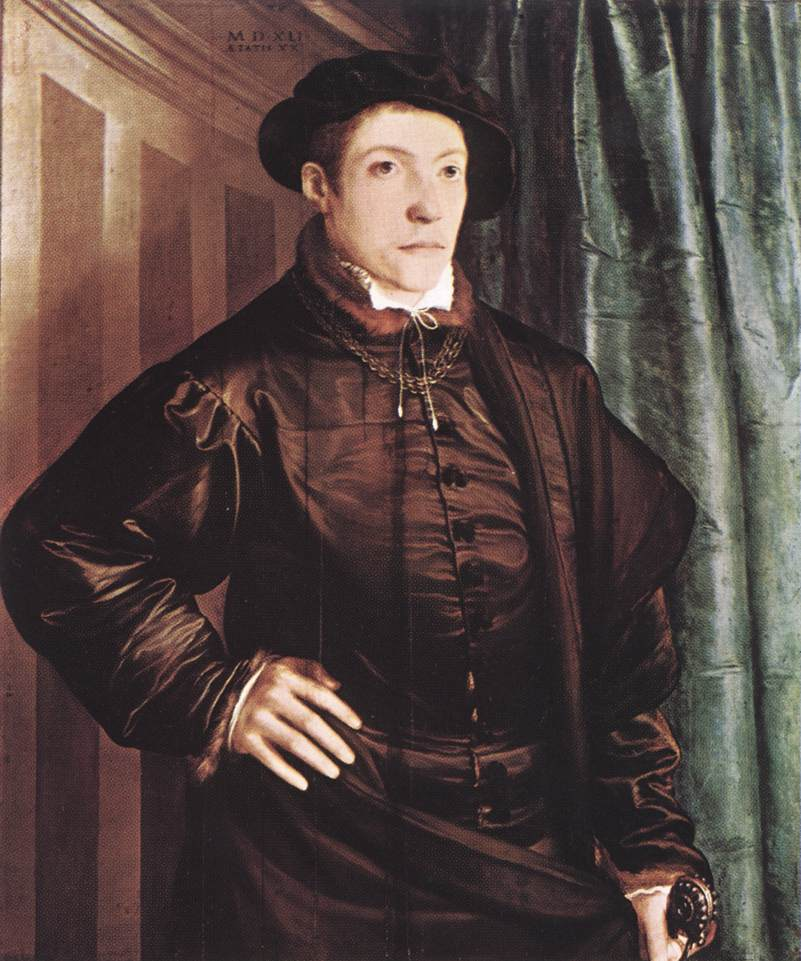
Christoph Fugger (1520-1579), por Christoph Amberger, 1541 (Pinacoteca Antigua de Múnich, Múnich)